# Dąbrowica (Wrocław)
Pour les articles homonymes, voir Dąbrowica.
Dąbrowica est une localité polonaise de la gmina de Długołęka, située dans le powiat de Wrocław en voïvodie de Basse-Silésie.